# Din Records
Din Records est un label indépendant de rap français basé au Havre et fondé en 2002 par les membres de La Boussole.

## Membres

### Artistes du label
- Médine
- Brav
- Alivor[1]
- Oumar[2]
- Pirate
- Tiers Monde

### ingénieurs du son ou beatmaker
- Proof (Rudophe Barray)
- Dicé
- Général (Gérald Barray)

## Discographie
- 2003 : Bouchées Doubles - Quand ruines et rimes s'rallient
- 2004 : Médine - 11 septembre, récit du 11e jour
- 2004 : Bouchées Doubles - Matière grise
- 2004 : La Boussole - Le Savoir Est une Arme
- 2005 : Samb - Rubicub
- 2005 : Médine - Jihad, le plus grand combat est contre soi-même
- 2006 : Bouchées Doubles - Apartheid
- 2006 : Médine - Table d'écoute
- 2008 : Médine - Don't Panik Tape
- 2008 : Médine - Arabian Panther
- 2009 : Médine - On peut tuer un révolutionnaire mais pas la révolution
- 2011 : Médine - Table d'écoute 2
- 2012 : Médine - Made In
- 2013 : Médine - Protest Song
- 2014 : Tiers Monde - Toby or Not Toby
- 2015 : Brav  - Sous France
- 2015 : Médine - Démineur
- 2015 : Oumar - Training Day
- 2016 : Brav - ERROR 404
- 2016 : Tiers Monde - No Future
- 2017 : Médine - Prose Élite
- 2018 : Brav - Nous sommes
- 2018 : Oumar - Training Day II
- 2018 : Médine - Storyteller
- 2020 : Médine - Grand Médine
- 2022 : Médine - Médine France